# Smisje Speciaal
Smisje Speciaal is een Belgisch bier van hoge gisting.
Het bier werd gebrouwen in Brouwerij De Regenboog in de Brugse deelgemeente Assebroek. Het is een donkerblond bier met een alcoholpercentage van 10,5%. Het werd enkel gebrouwen tijdens de periode van Halloween en werd ook verkocht onder de naam 't Smisje Halloween, wat dus een etiketbier was.
Oorspronkelijk was de naam 't Smisje Speciaal, maar later werd die veranderd in Smisje Speciaal.
Smisje Speciaal werd gelanceerd op 21 augustus 2001 en de productie werd stopgezet in het voorjaar van 2010.